# Prorok
Prorok nebo prorokyně je v náboženství osoba, která je považována za člověka v kontaktu s božskou bytostí a která údajně mluví jejím jménem a slouží jako prostředník mezi lidmi tím, že předává ostatním lidem poselství nebo učení pocházející od nadpřirozeného zdroje. Poselství, které prorok předává, se nazývá proroctví.
Tvrzení o proroctví existovala v mnoha kulturách a náboženstvích v průběhu dějin, včetně judaismu, křesťanství, islámu, starořeckého náboženství, zoroastrismu, manicheismu, hinduismu a mnoha dalších. 

## Prorok v Bibli
V Bibli (především ve Starém zákoně) je prorok jedním z klíčových slov. Používá se pro něj nejčastěji hebrejského termínu navi (נָבִיא, „prorok“), někdy však iš elohim (אִישׁ־אֱלֹהִים, „muž Boží“) či choze (חֹזֶה) nebo ro'e (רֹאֶה, obojí „vidoucí“), řečtina používá termínu profétés (προφητης). Hebrejské navi však nemusí znamenat pouze „prorok“, ale může též znamenat „zpěvák“ – to proto, že prorocké slovo bylo buď přednášeno melodicky nebo i za doprovodu hudebních nástrojů. Na rozdíl od dnešního pojetí se nejedná o člověka, jenž by předvídal budoucnost, ale o Božího prostředníka, o člověka (muže nebo ve starších textech i ženu), který zprostředkovává komunikaci mezi Bohem a lidmi. To má dva aspekty: 1) Prorok zprostředkovává Boží slovo a jeho vůli lidem; 2) přednáší Bohu prosby lidí a přimlouvá se za ně.
V rámci judaismu však existuje názor, podle něhož hebrejské podstatné jméno navi souvisí se slovesným kořenem b-v-’ (בוא), jenž může mít tyto významy: „přijít, přitáhnout, přitrhnout, vcházet, vejít, vstoupit, vtáhnout“. Podle tohoto pojetí „by hlavní schopností proroka bylo přivádět duchovní sílu a směřovat ji tam, kde je jí třeba“, a to i proti vůli ostatních. Tuto schopnost získávali skrze nejvznešenější meditační techniky, do nichž byli zasvěcováni svými učiteli.
Největším prorokem podle biblického podání a vzorem všech ostatních proroků je Mojžíš, který mluvil s Bohem tváří v tvář a skrze nějž dal Bůh svému lidu Tóru neboli Zákon. Dalším významným prorokem je Elijáš, který nezemřel, ale byl vzat přímo k Bohu v ohnivém voze, a podle židovské tradice je přítomen u každé obřízky. Největší vhled do mystických prožitků biblických proroků nám odhaluje Ezechiel ve své stejnojmenné knize.
Z hebrejských proroků rozlišujeme dvě skupiny proroků: proroci „nepísemní“ a proroci „písemní“, podle toho, zda se nám zachovaly knihy s jejich výroky nebo nikoli. Podle židovské tradice prorokovalo pro Izrael 48 proroků a 7 prorokyň a nikdo z nich nepředával poselství, jež by bylo v rozporu s učením Tóry.

### Nepísemní proroci
Je to starší skupina proroků. Řadí se sem např. Samuel, Nátan, Gád, Eliáš, Elíša, Achijáš, Míkajáš, Jehú a další. O těchto mužích se nám zachovaly zprávy v různých knihách, především v knihách Samuelových a knihách královských. Jejich zprostředkovatelská činnost se projevuje především v boji a v politice a jejich funkce více odpovídá pojmu proroctví v Kenaánu na přelomu 2. a 1. tisíciletí př. n. l. Kromě těchto proroků najdeme i zmínky o prorockých školách a o dvorních prorocích, kteří bývají často kritizováni jako falešní, neboť prorokovali (tj. mluvili jménem Božím a zvěstovali to, co prohlašovali za Boží vůli) podle svých osobních nebo stranických zájmů.

### Písemní proroci

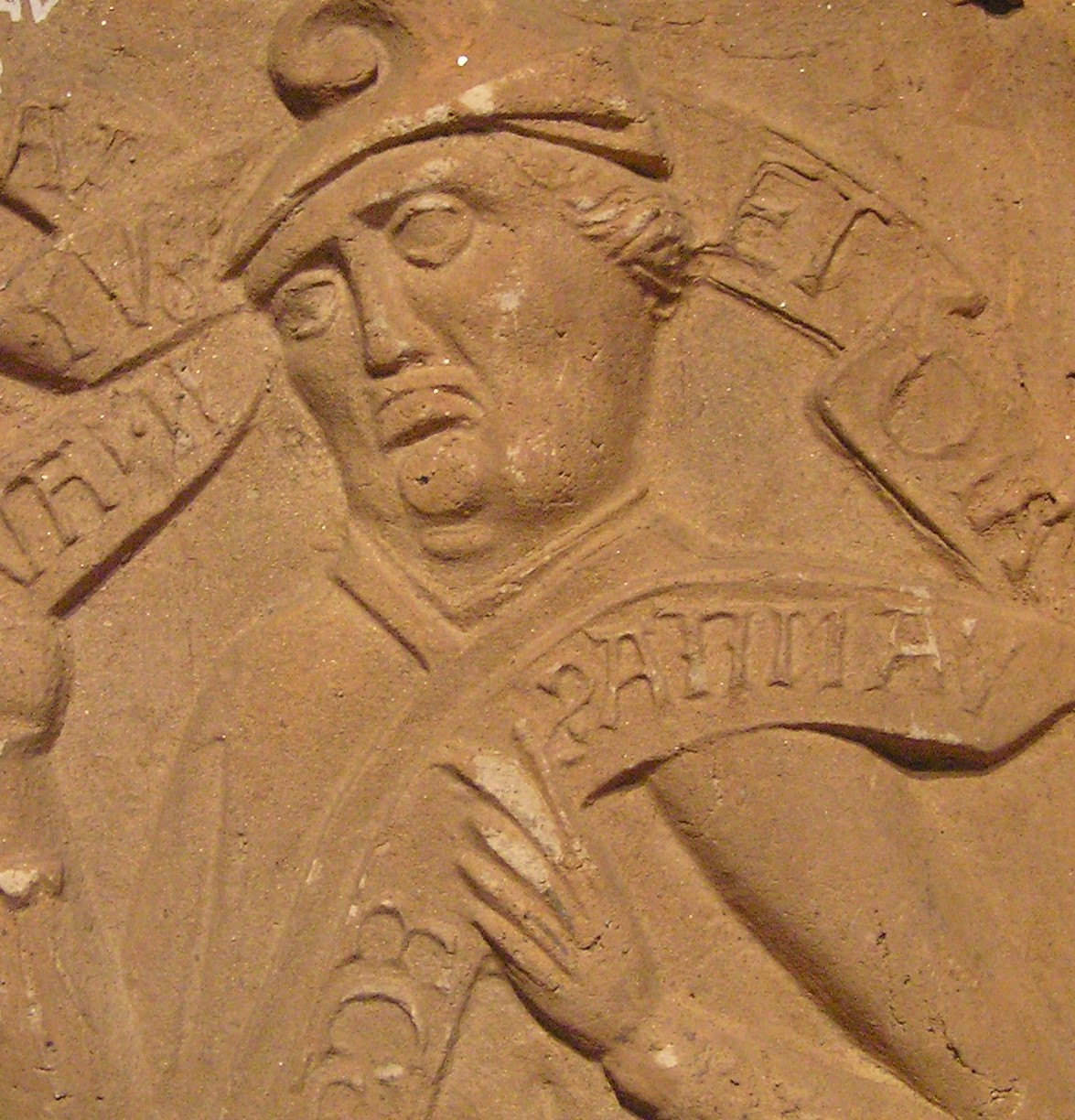
Zobrazení proroka s mluvící páskou na pozdně gotickém kachli z počátku 16. století

Od těchto proroků se nám dochovaly spisy a výroky. Některé pocházejí přímo od nich, jiné jim byly připsány o něco později. Jedná se o následující proroky (podle biblického pořadí): Izajáš, Jeremjáš, Ezechiel, Ozeáš, Jóel, Ámos, Abdijáš, Jonáš, Micheáš, Nahum, Abakuk, Sofonjáš, Ageus, Zacharjáš, Malachiáš. Křesťané řadí mezi proroky ještě Daniela. Ti se dále dělí na velké a malé (Izajáš, Jeremiáš a Ezechiel (Daniel) velcí, zbytek malí) nebo na předexilní, exilní a poexilní (podle doby působení; exilem se myslí babylonské zajetí).
Hlavním zájmem předexilních proroků, ať už působili v Izraeli nebo v Judsku, bylo většinou napomínat lid a vytýkat mu Božím jménem jeho viny. Ty se týkaly především dvou oblastí, především sociální sféry (nespravedlnost, úplatné soudy, útisk, vydírání apod.) a sféry náboženské (odpadlictví od kultu jediného Boha, obětování jiným bohům, nekromancie apod.). Obě sféry jsou však pro proroky neoddělitelné. V případě, že se lid neobrátí a setrvá ve své zatvrzelosti a zlobě, hrozí Božím trestem, v případě obrácení naopak slibují, že se Bůh o svůj lid postará, jak slíbil jejich předkům. Někteří proroci přidávají i politická témata. Např. Jeremjáš a Izajáš se snaží přimět Judsko, aby v době velkých politických zvratů na světové scéně složilo svou důvěru v Boha, a nikoli v cizí mocnosti.
Exilní a poexilní proroci kladou většinou důraz na pokání, Boží věrnost a později na očistu kultu. Začínají se objevovat a silněji projevovat apokalyptické a eschatologické tendence.
Podle tradičního křesťanského pojetí jednou z hlavních funkcí starozákonních proroků bylo i předpovědět příchod Mesiáše (tj. Krista).

### Rozdíl meziprorokemavěštcem
V běžné řeči se prorokem chápe člověk jasnozřivý, anebo se prorok ztotožňuje s věštcem. To je však značně nepřesné, zejména z toho důvodu, že věštění je Biblí zakázáno. Prorok vystupuje jako Bohem inspirovaný jedinec, kdežto věštec používá k dosažení svých cílů nečistých (zakázaných) praktik. Přímý zákaz věštění se objevuje v Bibli na několika místech:
| „                                  | Neobracejte se k hadačům a věšťcům, ani od nich rady beřte, poškvrňujíce se s nimi: Já jsem Hospodin Bůh váš. | “ |
| — Bible kralická, Leviticus 19, 31 | |   |

| „                                         | Duše, kteráž by se obrátila k hadačům a věšťcům, aby smilnila, [postupujíc] po nich: postavím tvář svou proti duši té, a vyhladím ji z prostředku lidu jejího. A protož posvěťte se a buďte svatí, nebo já jsem Hospodin Bůh váš. | “ |
| — Bible kralická, Leviticus 20, 6 - 20, 7 | |   |

| „                                  | Muž pak neb žena, kteříž by měli ducha čarodějného a věštího, smrtí umrou. Kamením uházejí je, krev jejich [bude] na ně. | “ |
| — Bible kralická, Leviticus 20, 27 | |   |

| „                                               | Nebude nalezen v tobě, kdož by vedl syna svého aneb dceru svou skrz oheň, ani věštěc, ani planétník, ani čarodějník, ani kouzedlník. Ani losník, ani zaklinač, ani hadač, ani černokněžník. Nebo ohavnost jest Hospodinu, kdožkoli činí to, a pro takové ohavnosti Hospodin Bůh tvůj vymítá je od tváři tvé. | “ |
| — Bible kralická, Deuteronomium 18, 10 - 18, 12 | |   |

| „                              | Jestliže by vám pak řekli: Dotazujte se na hadačích a věšťcích, kteříž šepcí a šveholí, [rcete:] Nemá-liž se lid na Bohu svém dotazovati? K mrtvým-liž místo živých [má] se utíkati? | “ |
| — Bible kralická, Izajáš 8, 19 | |   |

Bible také popisuje, co se může stát, pokud se člověk zaplete s těmito silami. Výstižný je příběh prvního izraelského krále Saula, který přes slibný začátek své vlády přišel o Boží přízeň poté, co neuposlechl Boží příkaz, nevyčkal na proroka Samuela a sám obětoval Bohu. Když později král bojoval s Filištínskými, dotazoval se Boha, ten mu však neodpovídal. Proto se obrátil na čarodějnici v Endoru, která vyvolala Samuela z mrtvých. Ten se na Saula rozhněval a předpověděl mu smrt jeho vlastní i jeho synů:
| „                                              | Nadto vydá Hospodin i Izraele s tebou v ruku Filistinských, a zítra budeš ty i synové tvoji se mnou. I vojska Izraelská vydá Hospodin v ruku Filistinských. I padl Saul náhle tak, jak dlouhý byl, na zem, nebo se byl ulekl náramně slov Samuelových. K tomu ani síly v něm nebylo, nebo nic nejedl celý ten den a celou tu noc. | “ |
| — Bible kralická, 1. Samuelova 28, 19 - 28, 20 | |   |

Rabín Jonathan Sacks poukazuje na to, že věštby náležejí k typu civilizací, jež se pohybují v myšlenkovém uskupení: osud, hybris, nemésis. Takovéto uvažování plodí tragédii v tradičním, řeckém pojetí, kde je výsledek předem ohlášen, a čím více se mu postavy vzpírají, tím více jsou do něho vtahovány. Naproti tomu proroctví v biblickém slova smyslu náležejí k pojetí otevřeného a nepředurčeného dějinného času, kdy podobu zítřka tvarují naše současná rozhodnutí. Prorok proto nepředpovídá, ale popisuje skutečný stav věcí a varuje. Tím ty, k nímž promlouvá, nevtahuje do neodvratné podoby osudu, ale dává jim příležitost, aby reagovali na Boží volání a ovlivnili výslednou podobu dějin.

## Prorok v Koránu
Korán (a islám) má podobné pojetí proroka jako židovství a křesťanství. Prorok je ten, komu Bůh svěřil hlásání a obnovu pravé víry v jediného Boha. Avšak snad častěji než o prorocích (arabsky „nabí“) hovoří Korán o poslech (arabsky رسول „rasúl“), což umožňuje správnější pochopení poslání těchto osob.
Korán zná mnoho proroků, ať už jsou to biblické postavy jako Noe, Mojžíš, Jonáš, Ježíš či jiní, nebo i nebiblické. Každá doba a každý národ má svého proroka, který k němu byl poslán a kterého mají poslouchat. Tak Židé mají v prvé řadě Mojžíše a křesťané Ježíše. Ti, pokud jejich učení není překrucováno (jak se stalo v křesťanství nebo židovství), jsou pravými Božími posly. Proto křesťané i Židé jsou z hlediska Koránu vyznavači pravých Božích poslů, jen si Boží poselství překroutili a pozměnili. Existují však výroky Koránu, které praví, že křesťané a Židé nejsou vázáni Koránem, ale svými spisy od svých proroků, které za nimi Bůh svého času poslal.
Islámský Prorok par excellence je však Mohamed, který byl poslán mezi Araby, aby celému lidstvu v pravý čas zvěstoval pravou abrahámovskou víru. Islám je podle muslimů na rozdíl od křesťanství a židovství jediným velkým náboženstvím, které si uchovalo původní pravé Boží poselství.